# 1095
Cette page concerne l'année 1095  du calendrier julien.
L'année 1095 est une année commune qui commence un lundi.

## Événements
- 26 février : le Seldjoukide Tutuş est battu et tué dans un combat près de Rey contre son neveu Barkyaruq[1]. Son fils Ridwan lui succède comme roi d’Alep (fin de règne en 1113). Dès son arrivée au pouvoir, il fait étrangler deux de ses jeunes frères, de peur qu’ils ne lui disputent un jour le pouvoir. Dukak, le troisième parvient à s’échapper de la citadelle d’Alep alors que les esclaves de Ridwan tentaient de l’étrangler. Il se réfugie à Damas, dont la garnison le proclame roi, et voue désormais une haine implacable à son frère (fin de règne en 1104).

- Indépendance de la dynastie Sena au Bengale (fin en 1204)[2].
- Au Koryŏ (Corée), un chef du clan, Yi Cha-ŭi, tente de détrôner le roi Heonjong et de le remplacer par son neveu, un fils du roi Sŏnjong et de sa sœur, mais il échoue et est tué[3].

### Europe
- 1er mars-7 mars : le pape Urbain II rentré dans Rome après avoir affermi son pouvoir, convoque un concile à Plaisance, où une ambassade byzantine d'Alexis Ier Comnène vient requérir l’aide de guerriers occidentaux pour lutter contre les Turcs seldjoukides. Le pape encourage cette demande[4].
- 11 mars : l'archevêque Anselme de Cantorbéry est accusé par Guillaume de Saint-Calais d'avoir violé son vœu de fidélité au roi au concile de Rockingham. Ce concile est convoqué par le roi Guillaume II le Roux, en conflit avec l'archevêque, le roi, voulant soumettre l'Église à son autorité, alors Anselme veut aller à Rome recevoir son pallium du pape Urbain II[5].
- 3 juin : consécration de l'église San-Abbondio de Côme en Italie par le pape Urbain II[6].
- 29 juillet : mort de Ladislas Ier de Hongrie. Début du règne de Koloman (Kalman, le Lettré, 1070-1116), roi de Hongrie, fils de Géza Ier[7].
- 5 août : Urbain II consacre la cathédrale Saint-Apollinaire de Valence ; le 15 août, il est au Puy, puis se rend à Abbaye de la Chaise-Dieu (18 août), Romans (23 août)[8].
- 18 août : mort d'Oluf Ier. Début du règne de Erik Ier Ejegod (le toujours bon) roi de Danemark (fin en 1103)[9]. Il mène une campagne contre les Wendes.
- 11 septembre : Urbain II est à Cluny[10] ; il consacre l'autel majeur de l'abbaye le 25 octobre[11].
- 12 octobre : mort de Léopold II de Babenberg. Son fils Liutpold (Léopold III d'Autriche) devient margrave d’Autriche (fin en 1136)[12].
- 14 novembre : Arrivée à Clairmont (Clermont) de la délégation pontificale. Urbain II arrive dans la capitale auvergnate pour le concile de Clermont, qui doit s'ouvrir le 18[13].
- 18 - 27 novembre : concile de Clermont. Le pape Urbain II, puis Adhémar de Monteil, consacrent le mouvement de la trêve de Dieu[13]. La simonie, le nicolaïsme ou concubinage des clercs et la bigamie sont condamnés[14]. Excommunication du roi Philippe Ier pour bigamie[15].
- 27 novembre[16] : lors de la clôture du concile, Urbain II prêche la première croisade d’Orient qui détourne l’activité belliqueuse des chevaliers[17]. Le pape reste encore huit mois en France et prêche la croisade à Limoges (décembre), à Angers, au Mans, à Tours, à Poitiers, à Saintes, à Bordeaux, à Toulouse, à Carcassonne  puis tient un nouveau concile à Nîmes en juillet 1096[18]. Il écrit des lettres aux Flamands, fait prêcher Robert d'Arbrissel dans la vallée de la Loire, d’autres clercs en Normandie, en Angleterre et à Gênes.
- 1er décembre : Raymond de Saint-Gilles, comte de Toulouse et de Provence fait savoir au pape qu'il participera à la croisade[17].
- 5 décembre : le pape Urbain II transfère définitivement le siège épiscopal d’Iria Flavia (Padrón) à Saint-Jacques-de-Compostelle[19].
- 18 décembre : Henri de Bourgogne est intitulé comte de Coïmbre dans une charte[20]. Il reçoit d'Alphonse VI de Castille les terres comprises entre le Minho et le Tage, à l'origine du comté de Portugal.

- Welf, fils du duc de Bavière, divorce d'avec la comtesse Mathilde et abandonne le parti pontifical au profit de l'empereur[21].